# Wummy
Wummy, der gute Elefant (vormals Elefanten-Zeitung und Der gute Elefant), war eine Kinderzeitschrift des Schuhfabrikanten Gustav Hoffmann der Marke Elefanten-Schuh.

## Elefanten-Zeitung
1933 erschien monatlich die „Elefanten-Zeitung“ als „Hausmitteilung“, die über den Schuheinzelhandel kostenlos an Kinder verteilt wurde. Der Düsseldorfer Kunstmaler Rudi vom Endt war für die Gesamtgestaltung der Hefte verantwortlich. Vom Endt nahm die Marke „Elefanten-Schuh“ zum Thema der Hefte und schuf in den Comics das Bild des starken, überall helfenden Elefantenschuhs mit den Akteuren Kapitän Pumpe (einem großen Elefanten) sowie Knix und Knax (zwei kleinen Elefanten), die gemeinsam den Helden der Comics aus der Bedrängnis helfen und somit die Überlegenheit des Elefanten-Schuhs signalisierten.
Die Zeitschrift wurde im Verlag Bildgut GmbH gedruckt und umfasste 16 Seiten.

## Der gute Elefant
Die Elefanten-Zeitung wechselte im Laufe der Zeit ihr Erscheinungsbild und die Namen der Elefanten. So wurden aus Kapitän Pumpe sowie Knix und Knax später der „Gute Elefant“. Unter diesem Titel erschien die Zeitschrift als Werbemittel ab 1950. Die Auflage wurde bis auf 250.000 Exemplare monatlich gesteigert. Ende 1967 wurde sein Erscheinen eingestellt.

## Wummy, der gute Elefant
Nach kurzer Pause erschien bereits am 1. Oktober 1969 die erste Ausgabe von Wummy, der gute Elefant. Wummy, der rote Elefant, war zu diesem Zeitpunkt durch Anzeigen und Fernsehwerbung bereits bekannt. Das Konzept der Werbeschrift änderte sich bis zu seiner Einstellung nicht wesentlich: Comics ergänzt durch eine  Mischung aus Gesundheitstipps, Witzen, Rätseln und Spielen. Wummy, der gute Elefant wurde in den 1980er Jahren eingestellt.